# 2008-as MTV Movie Awards
A 2008-as MTV Movie Awards díjátadó ünnepséget 2008. június 1-jén tartották a kaliforniai Gibson Amphitheatre-ben. Az esemény házigazdája Mike Myers volt.

## Díjazottak és jelöltek

### Legjobb film
Transformers
- Superbad, avagy miért ciki a szex?
- Juno
- A nemzet aranya: Titkok könyve
- A Karib-tenger kalózai: A világ végén
- Legenda vagyok

### Legjobb színész
Will Smith – Legenda vagyok
- Michael Cera – Juno
- Matt Damon – A Bourne-ultimátum
- Shia LaBeouf – Transformers
- Denzel Washington – Amerikai gengszter

### Legjobb színésznő
Ellen Page – Juno
- Amy Adams – Bűbáj
- Jessica Biel – Férj és férj
- Katherine Heigl – Felkoppintva
- Keira Knightley – A Karib-tenger kalózai: A világ végén

### Legjobb feltörekvő színész
Zac Efron – Hajlakk
- Nikki Blonsky – Hajlakk
- Megan Fox – Transformers
- Chris Brown – Családi karácsony
- Michael Cera – Superbad, avagy miért ciki a szex?
- Jonah Hill – Superbad, avagy miért ciki a szex?
- Christopher Mintz-Plasse – Superbad, avagy miért ciki a szex?
- Seth Rogen – Felkoppintva

### Legjobb negatív szereplő
Johnny Depp – Sweeney Todd, a Fleet Street démoni borbélya
- Topher Grace – Pókember 3
- Javier Bardem – Nem vénnek való vidék
- Angelina Jolie – Beowulf – Legendák lovagja
- Denzel Washington – Amerikai gengszter

### Legjobb komikus szereplő
Johnny Depp – A Karib-tenger kalózai: A világ végén
- Amy Adams – Bűbáj
- Jonah Hill – Superbad, avagy miért ciki a szex?
- Seth Rogen – Felkoppintva
- Adam Sandler – Férj és férj

### Legjobb csók
Robert Hoffman és Briana Evigan – Streetdance – Step Up 2.
- Amy Adams és Patrick Dempsey – Bűbáj
- Shia LaBeouf és Sarah Roemer – Disturbia
- Ellen Page és Michael Cera – Juno
- Daniel Radcliffe és Katie Leung – Harry Potter és a Főnix Rendje (film)

### Legjobb küzdelmi jelenet
Sean Faris vs. Cam Gigandet – Sose hátrálj meg
- Alien vs. Predator – Aliens vs. Predator – A Halál a Ragadozó ellen 2
- Hayden Christensen vs. Jamie Bell – Hipervándor
- Matt Damon vs. Joey Ansah – A Bourne-ultimátum
- Tobey Maguire vs. James Franco – Pókember 3
- Chris Tucker és Jackie Chan vs. Sun Ming Ming – Csúcsformában 3

### Legjobb nyári film
A Vasember
- Indiana Jones és a kristálykoponya királysága
- Narnia Krónikái: Caspian herceg
- Szex és New York
- Speed Racer – Totál turbó

### MTV Generation Award
- Adam Sandler